# Големо-Бучино
Голе́мо-Бу́чино (болг. Големо Бучино) — село в Перницькій області Болгарії. Входить до складу общини Перник.

## Населення
За даними перепису населення 2011 року у селі проживали 726 осіб.
Національний склад населення села:
| Національність   | Кількість осіб | Відсоток |
| ---------------- | -------------- | -------- |
| болгари          | 586            | 84,7%    |
| турки            | 90             | 13,0%    |
| цигани           | 11             | 1,6%     |
| Всього відповіли | 692            |          |

Розподіл населення за віком у 2011 році:
Динаміка населення: